# Quintana (Texas)
Pour les articles homonymes, voir Quintana.
Quintana est une petite ville située au sud-est du comté de Brazoria, au Texas, aux États-Unis,.

## Démographie
Lors du recensement de 2010, la ville comptait une population de 56 habitants. Elle est estimée, le 1er juillet 2019, à 104 habitants.

### Source de la traduction
- (en) Cet article est partiellement ou en totalité issu de l’article de Wikipédia en anglais intitulé « Quintana, Texas » (voir la liste des auteurs).